# Tapete

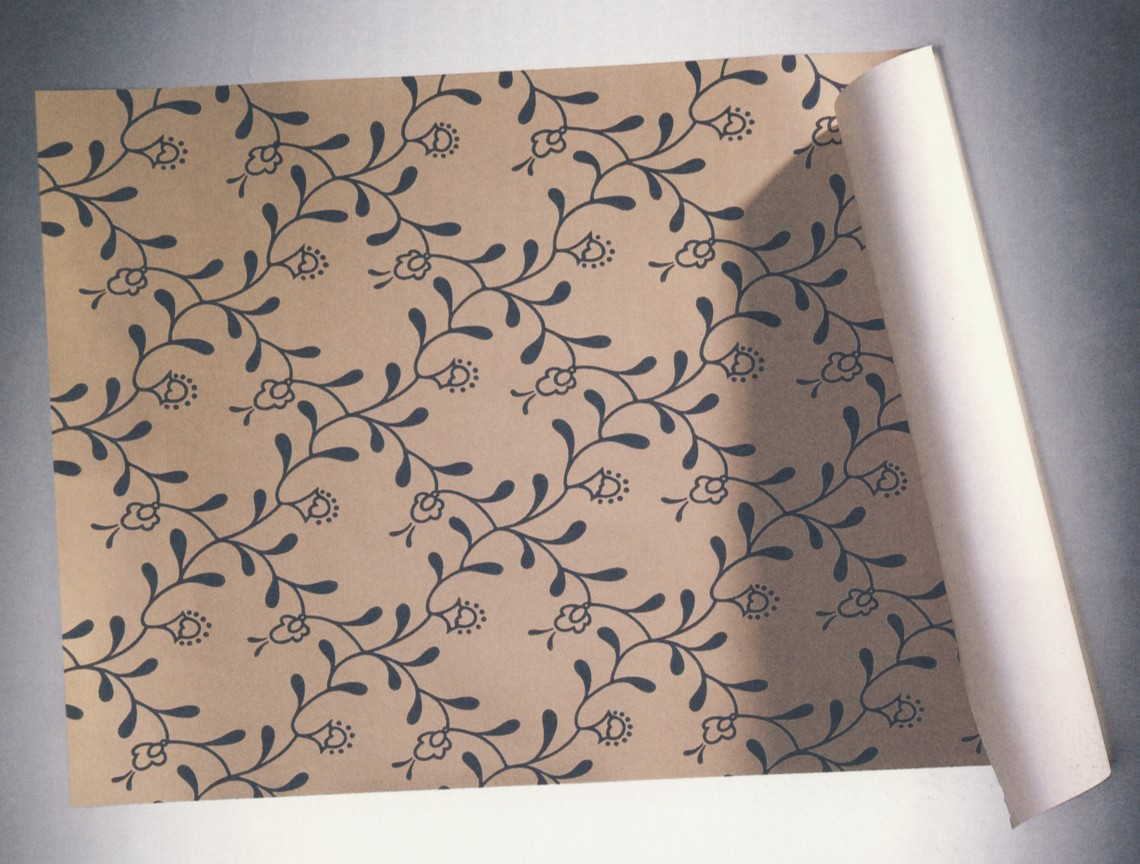
Stück einer Tapetenbahn von 1917

Die Tapete (von lateinisch tapēte bzw. mittellateinisch tapeta ‚Decke‘, ‚Teppich‘) ist eine häufig dekorativ bedruckte, beschichtete oder bemalte Wandbekleidung aus Papier, Glasgewebe oder Kunststoff, seltener auch aus Leder oder Leinwand, die auf die Wand geklebt wird. Tapeziert (im Fachjargon und traditionell spalieren genannt) werden trockene Innenräume von Gebäuden, Messekojen, Schaufenster und Bühnen, jedoch auch Schachteln aus Karton und das Innere von Möbeln, Kästen und Schubladen. Auch Bühnenrequisiten und Ausstellungspodeste werden gelegentlich tapeziert.
Wandbeläge, die nicht aufgeklebt werden, werden auch als Wandbespannung, Wandbehang, Wandteppich, Wandverkleidung oder Wandvertäfelung bezeichnet.

## Geschichte

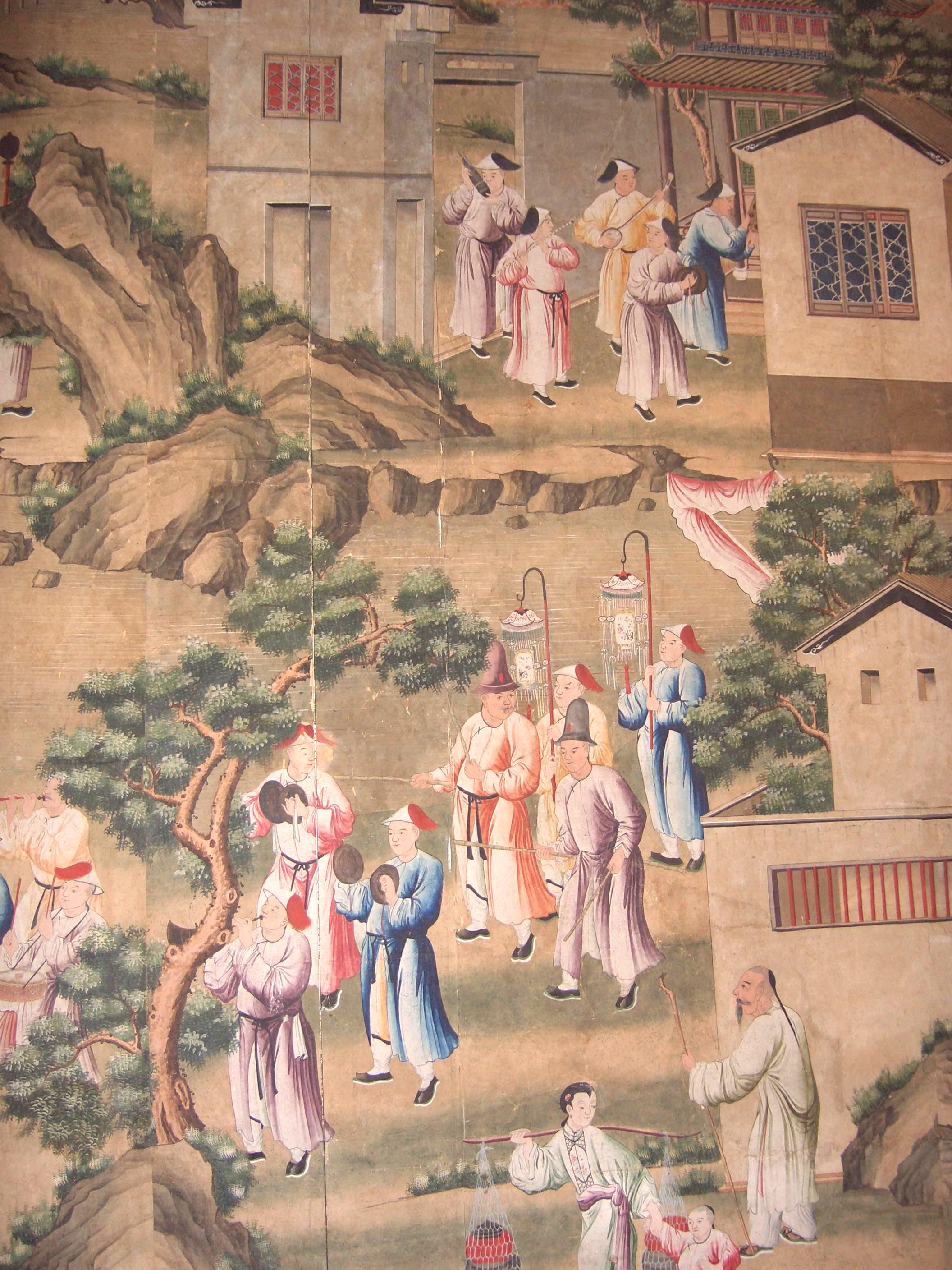
Chinesische Papiertapete

Ihren Ursprung hat die Tapete im Orient. Bevor man günstige Papiertapeten benutzte, schmückten die Monarchen ihre Wände vor allem mit Wandteppichen und textilen Wandbespannungen. Bis ins 18. Jahrhundert nannte man diese deshalb auch „türkische Tapeten“. Da diese überaus teuer waren, nahmen die französischen Adligen des 15. Jahrhunderts ihre wertvollen Tapisserien bei Reisen von Schloss zu Schloss mit. Im Orient kamen dann die preiswerteren Ledertapeten auf, die geprägt und teils vergoldet waren. Diese Wandverkleidungsart wurde erstmals im 11. Jahrhundert in Spanien von den Mauren eingeführt. So wurden schließlich auch Pergamenttapeten immer beliebter. In der Bibliothek des Stiftes Melk in Niederösterreich wurden um 1425 die Wände mit gelben und roten Pergamenttapeten geschmückt. Im 14. Jahrhundert kamen in Italien erstmals Wandbehänge aus Stoff auf.

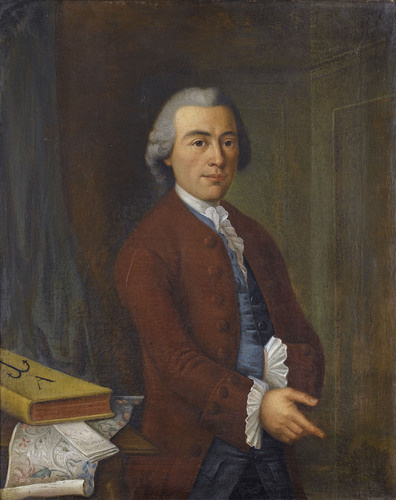
Tapezierer im Jahr 1770

Im Jahr 1469 wurden dann erstmals Tapezierversuche in einigen Ortschaften am Mittelrhein durchgeführt. Am Christ’s College in Cambridge in England findet sich eine Schwarz-Weiß-Tapete aus dem Jahr 1509, die aus ausgemusterten Dokumenten besteht, deren Rückseite bedruckt wurde. Aus den Jahren 1580 bis 1600 stammen sogenannte Fladerpapiere, die im fränkischen Bad Windsheim in einem historischen Bürgerhaus gefunden wurden. Die Ostindischen Handelskompanien brachten im 16. Jahrhundert handbemalte chinesische Papiertapeten nach Europa. Nach deren großem Erfolg begann in England und Frankreich die Herstellung einheimischer Papiertapeten, so dass bereits 1586 erste Papiertapetenmacher bekannt wurden. Der Papiertapetenhersteller Jerome Lanyer erhielt am 1. Mai 1634 von König Karl I. von England den Auftrag, Tapeten mit aufgeklebtem Staub aus gefärbter Wolle herzustellen, der Vorgänger der Velourstapeten.
Bis die Industrie der Kattundruckereien neue Maßstäbe setzte, bedruckte man die Tapeten noch per Hand. Das um 1750 technisch hochstehende Stoffdruckverfahren wurde in England und Frankreich auf das Papier übertragen. Bei den Mustern richtete man sich nach dem jeweiligen Zeitgeschmack. Die mit der klassizistischen Architektur in den 1790er Jahren in Mode gekommenen Landschaftstapeten nannte man Pariser Tapeten, da die meisten Hersteller dort saßen. In Deutschland gründete Johann Christian Arnold in Kassel im Jahre 1789 die erste größere Tapetendruckerei, bald folgten andere Hersteller, etwa in Berlin. Man bedruckte die Tapeten mit Modeln per Hand und klebte sie anfangs noch – wie von Holzleisten gerahmte Seidenstoffbespannungen des Rokoko – felderweise gegliedert an die Wand, schließlich aber über einem Holzpaneel ganzräumig bis zur Decke. Die seriellen Motive variierten. Neben idyllischen Landschaftsszenen wurden auch zahlreiche andere Dekore, Tier- oder Pflanzenmotive, exotische Bilder usw. verwendet. Auch die Umrahmungen und Bordüren wurden gedruckt, meist auf Einzelbahnen. Schon der gänzliche Verzicht auf plastisches Wanddekor wie Stuck, Stoffbespannungen und gerahmte Gemälde wirkte nach den Gewohnheiten des Barock und der Renaissance in Adelspalästen „revolutionär“. Die heute wohl bekanntesten Beispiele für historische Papiertapeten in Deutschland befinden sich in dem ab 1797 nahe Potsdam erbauten Schloss Paretz.
Der aus dem elsässischen Mülhausen stammende Tapetenfabrikant Jean Zuber (1773–1852) versuchte bereits ab 1790 in der Tapetenfabrik „Nicolas Dolfus & Cie“, in der er angestellt war, mit gravierten Kupferwalzen und zusammengeklebten Papierbahnen Tapeten zu bedrucken. Da sich Papier damals noch nicht wie Stoff in meterlangen Bahnen herstellen ließ und das Papier beim Zusammenkleben immer wieder Falten schlug, war ein gleichmäßiges Bedrucken unmöglich, was Zubers diesbezügliche Versuche somit nutzlos machten. Erfolgreicher war er mit der Methode, die Papierbahnen mit Holzmodeln zu bedrucken. Im Jahr 1795 wurde die Tapetenfabrik, in der Zuber arbeitete, in „Hartmann, Risler & Cie“ umbenannt. Nach dem Umzug der Fabrik nach Rixheim 1797 wurde sie schließlich unter dem Namen „Zuber & Cie“ bekannt. Zuber et Cie stellte unter anderem so anspruchsvolle Panoramatapeten her, dass die Manufaktur 1834 von König Louis-Philippe I. in die Ehrenlegion aufgenommen wurde. Ein antikes Exemplar dieser Tapete ließ Jacqueline Kennedy im „Diplomatic Reception Room“ des Weißen Hauses anbringen, ein anderes Exemplar wurde für 40.500 Dollar auf einer Auktion verkauft und gilt damit als teuerste Tapete der Welt. Zuber & Cie ist heute die weltweit letzte Druckerei, in der Landschaftstapeten mit den historischen Modeln in Handarbeit gefertigt werden.

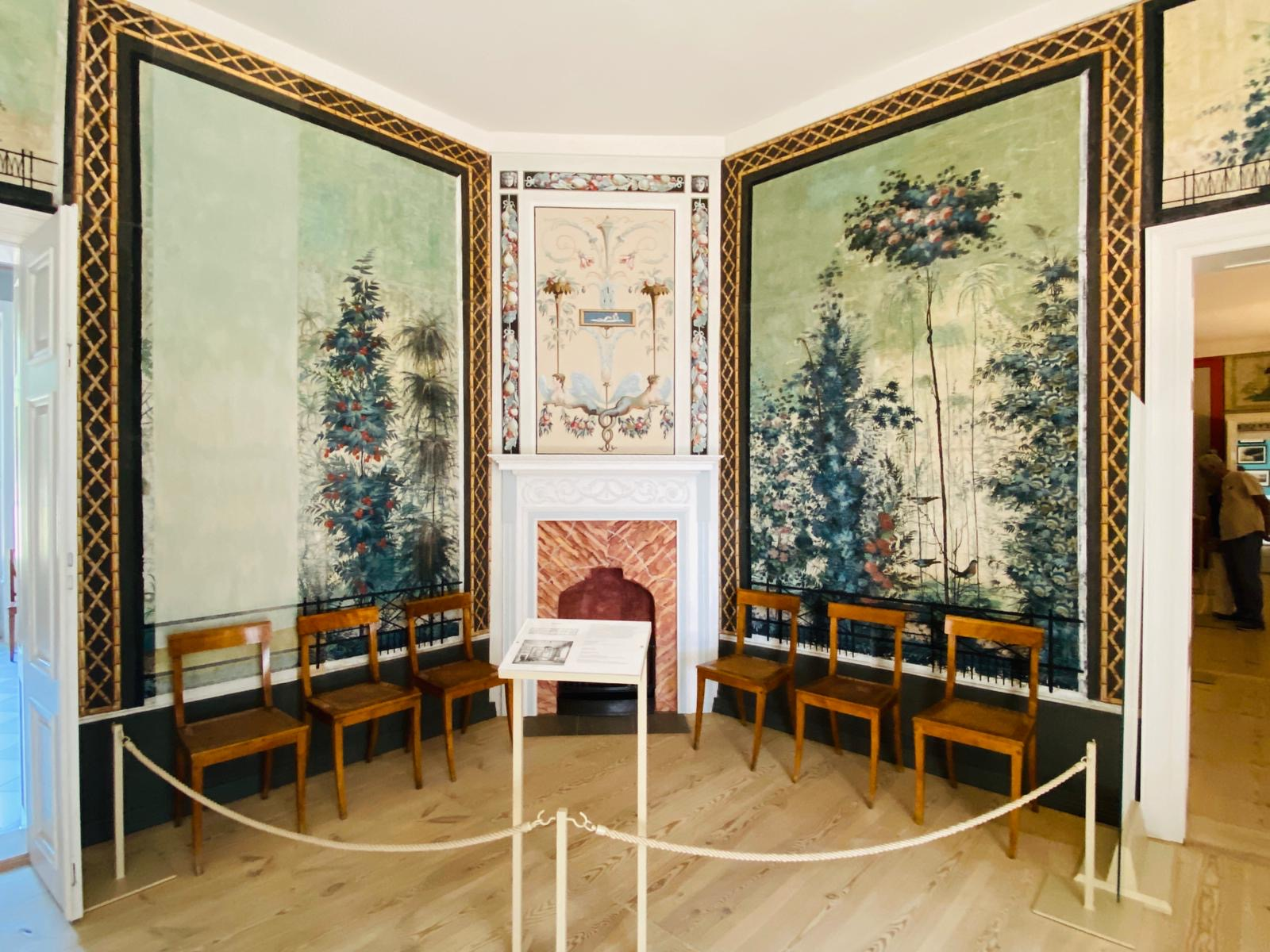
Schloss Paretz (um 1800)
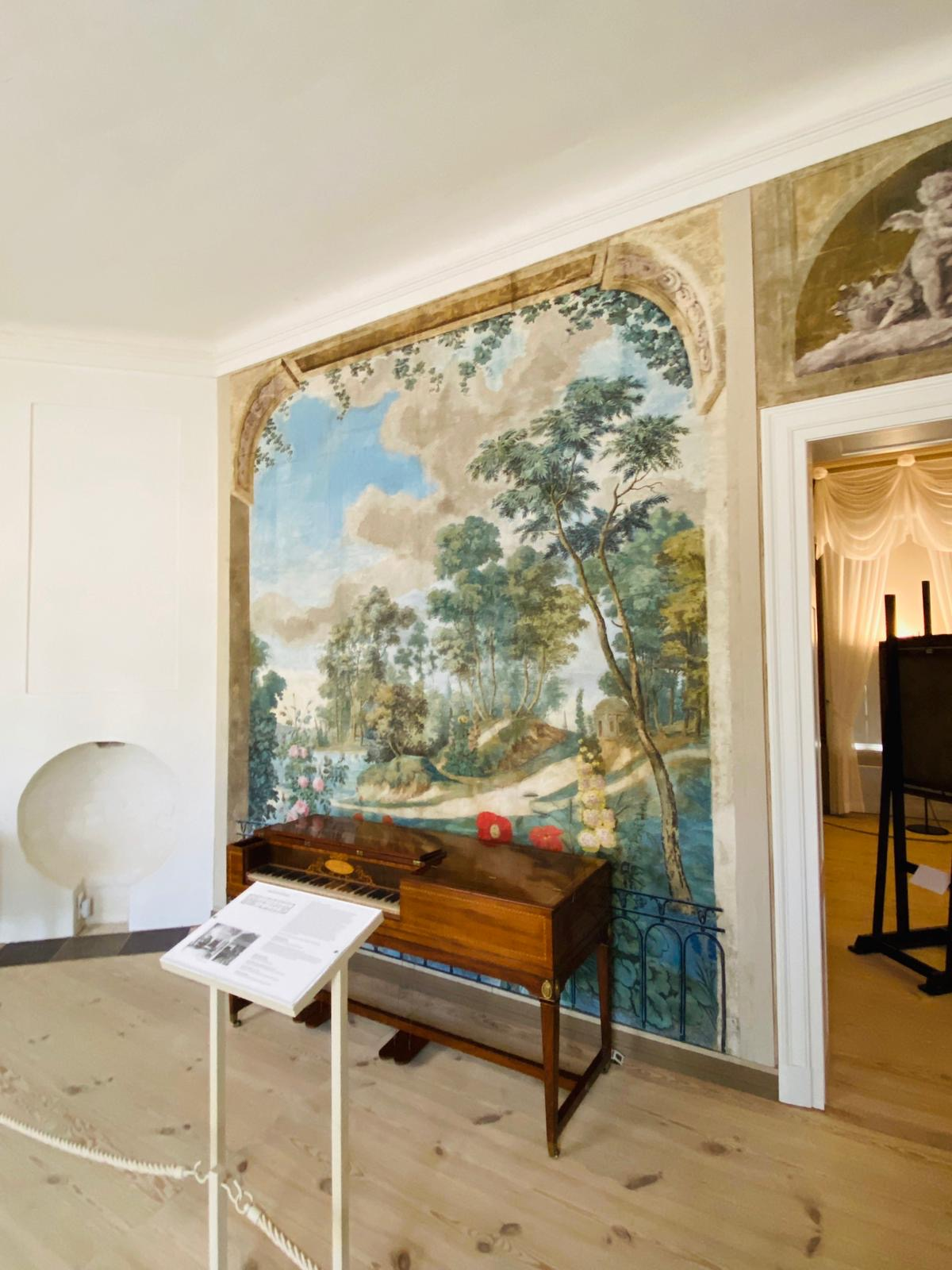
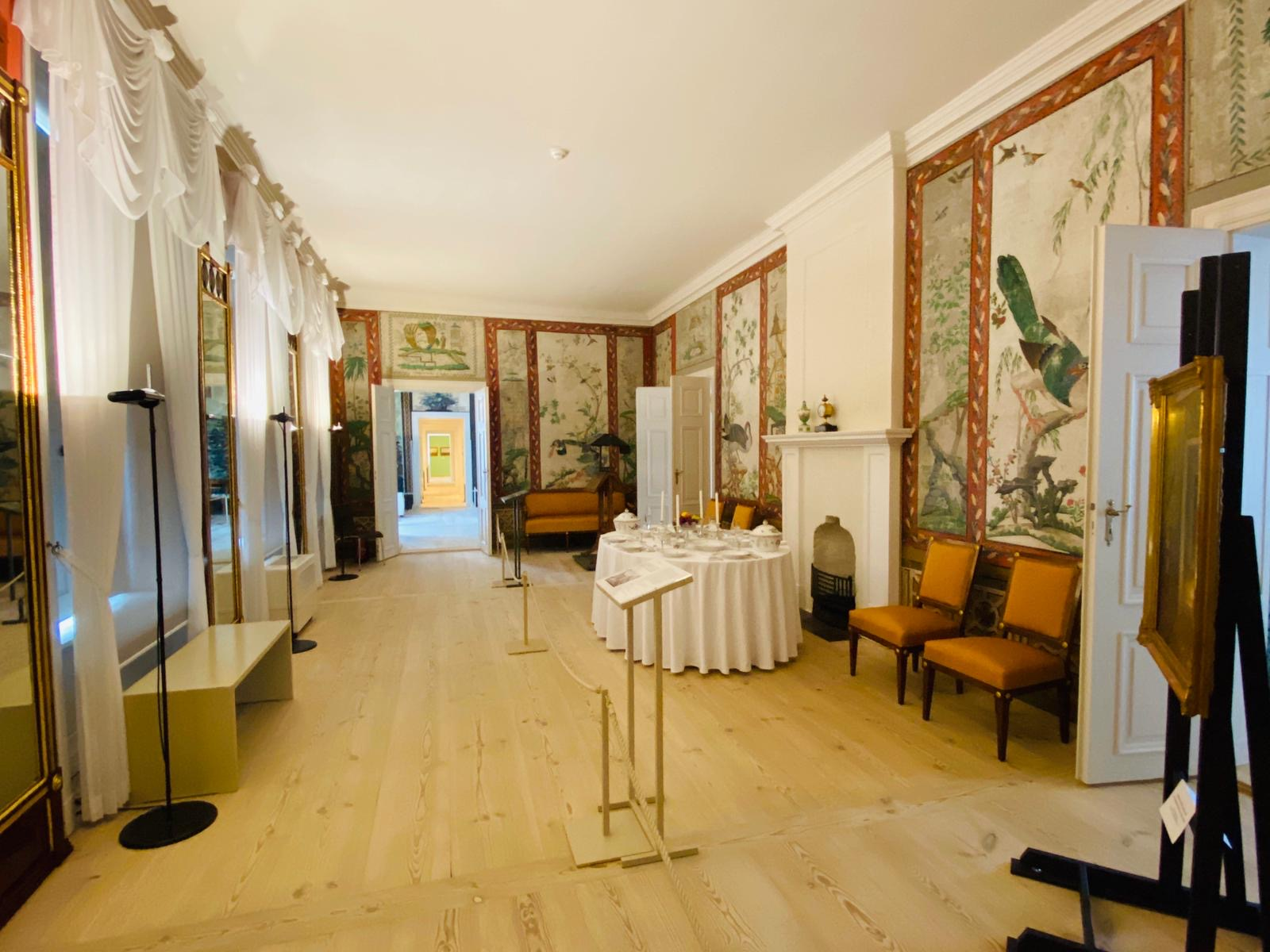
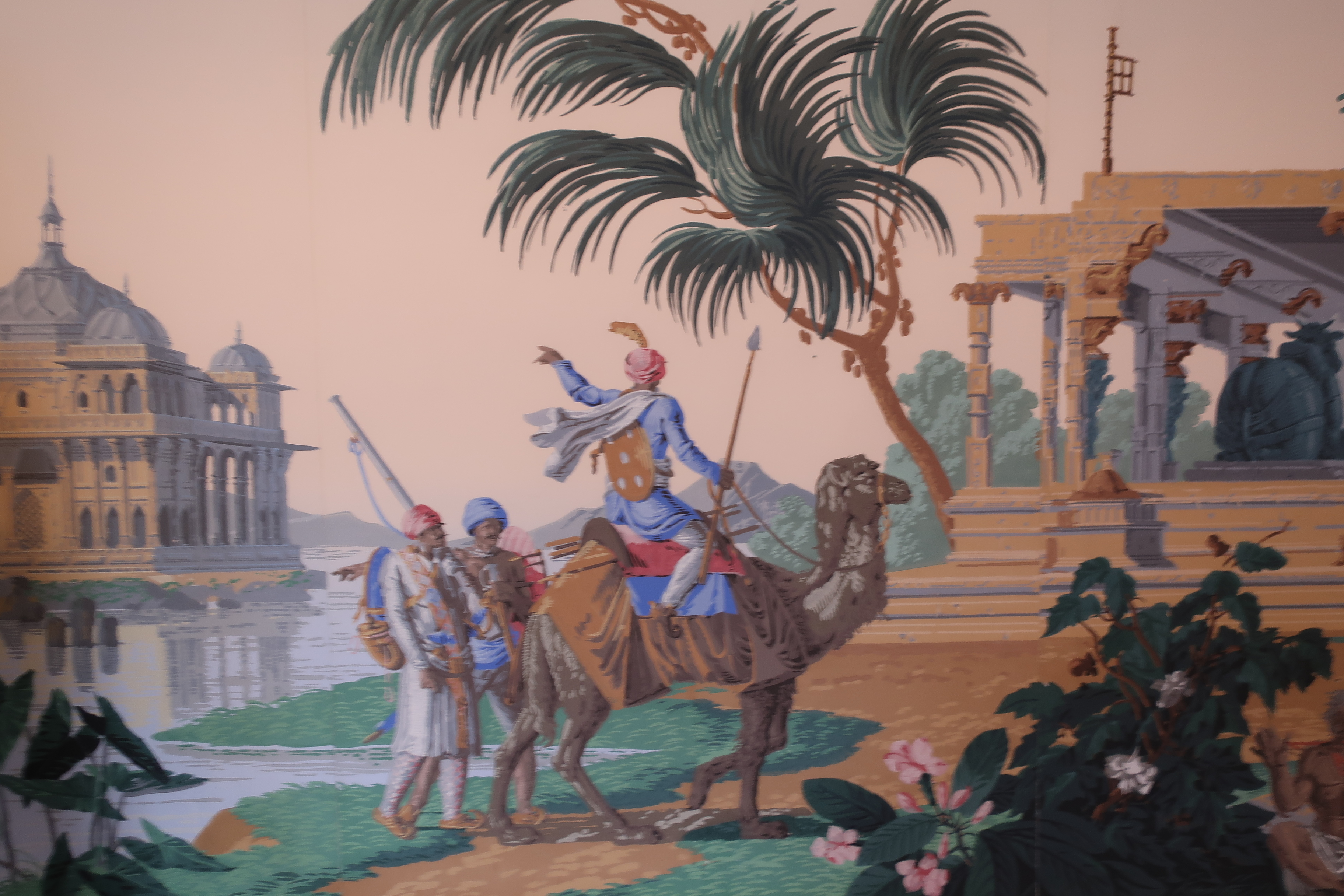
Tapete von Zuber & Cie, Musée Westercamp, Wissembourg
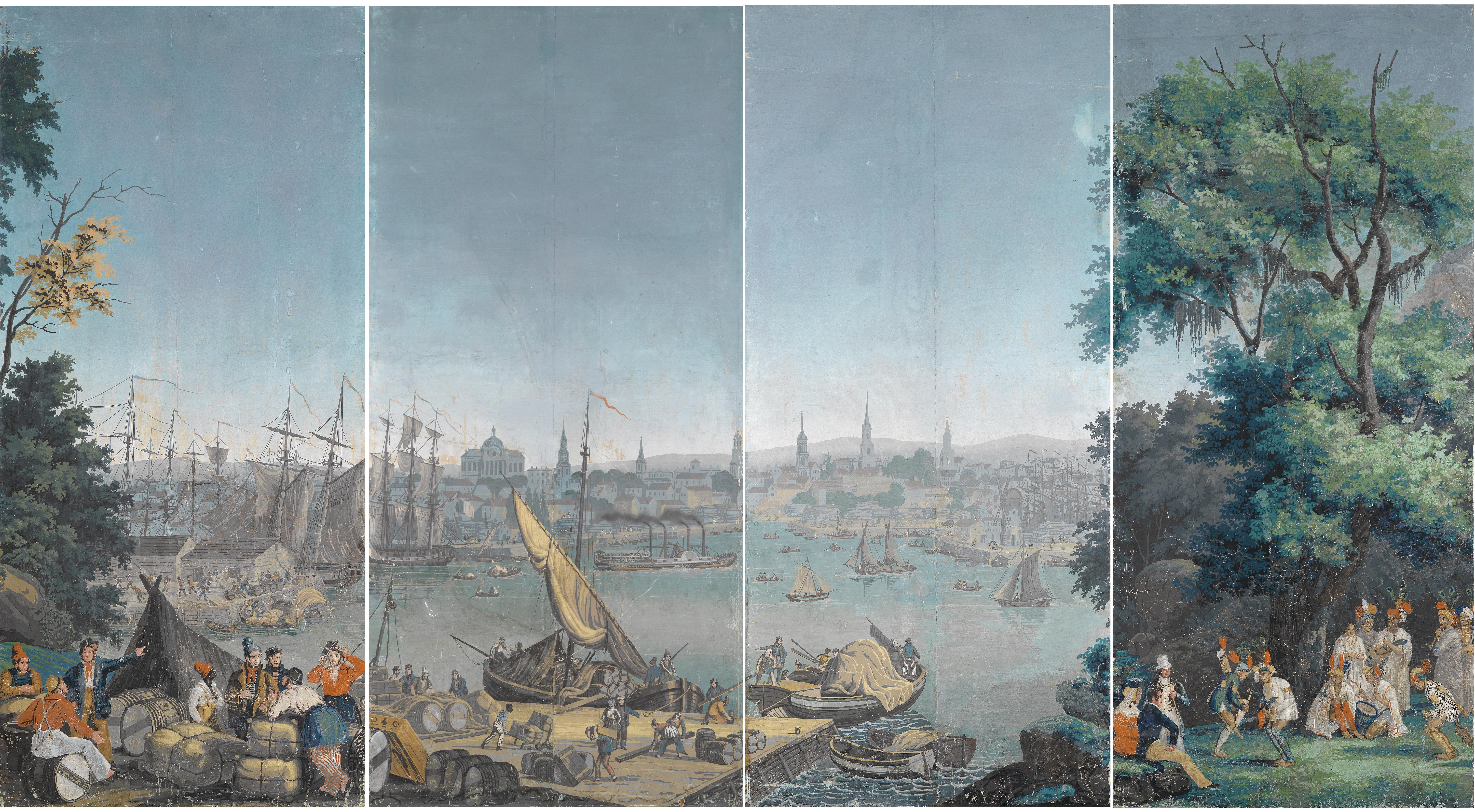
Panoramatapete Hafenszene in Boston aus „Vue de l’Amérique Nord“ (1834), Zuber & Cie
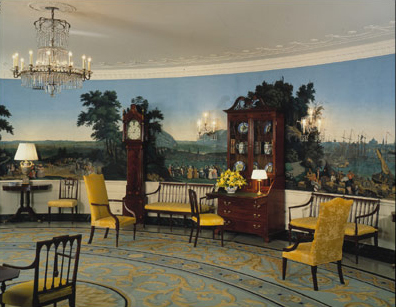
Empfangssalon im Weißen Haus, Zuber & Cie

Der französische Papiermacher Nicholas-Louis Robert patentierte 1799 eine „Maschine um Papier von einer sehr großen Ausdehnung zu machen“. Diese endlosen Papierrollen wurden schließlich in der Tapetenherstellung übernommen und ab den 1830er Jahren für die Wohn- und Schlafräume des bürgerlichen Biedermeier unentbehrlich. So konnte dann auch Jean Zubers Verfahren ab etwa 1827 weitergenutzt werden. Die in der Mitte des 19. Jahrhunderts konstruierten Druckmaschinen ermöglichten die Massenanfertigung der Tapeten und führten zum Niedergang der bis dahin existierenden Innenarchitekturkultur, mit der sich zahlreiche Künstler (wie Sonia Delaunay-Terk, Georges Rouault, Raoul Dufy und viele andere) ihren Lebensunterhalt aufbesserten. Die Tapetenproduktion wurde ein Zweig der Buntpapierindustrie. Die Tapeten kamen dann in Stücken (Rollen von meist 8,16 m Länge und 47 cm Breite) in den Handel. Man benutzte zur Herstellung das endlose Maschinenpapier von mittlerer bis geringer Qualität, jedoch mit möglichst glatter oder ebener Oberfläche.

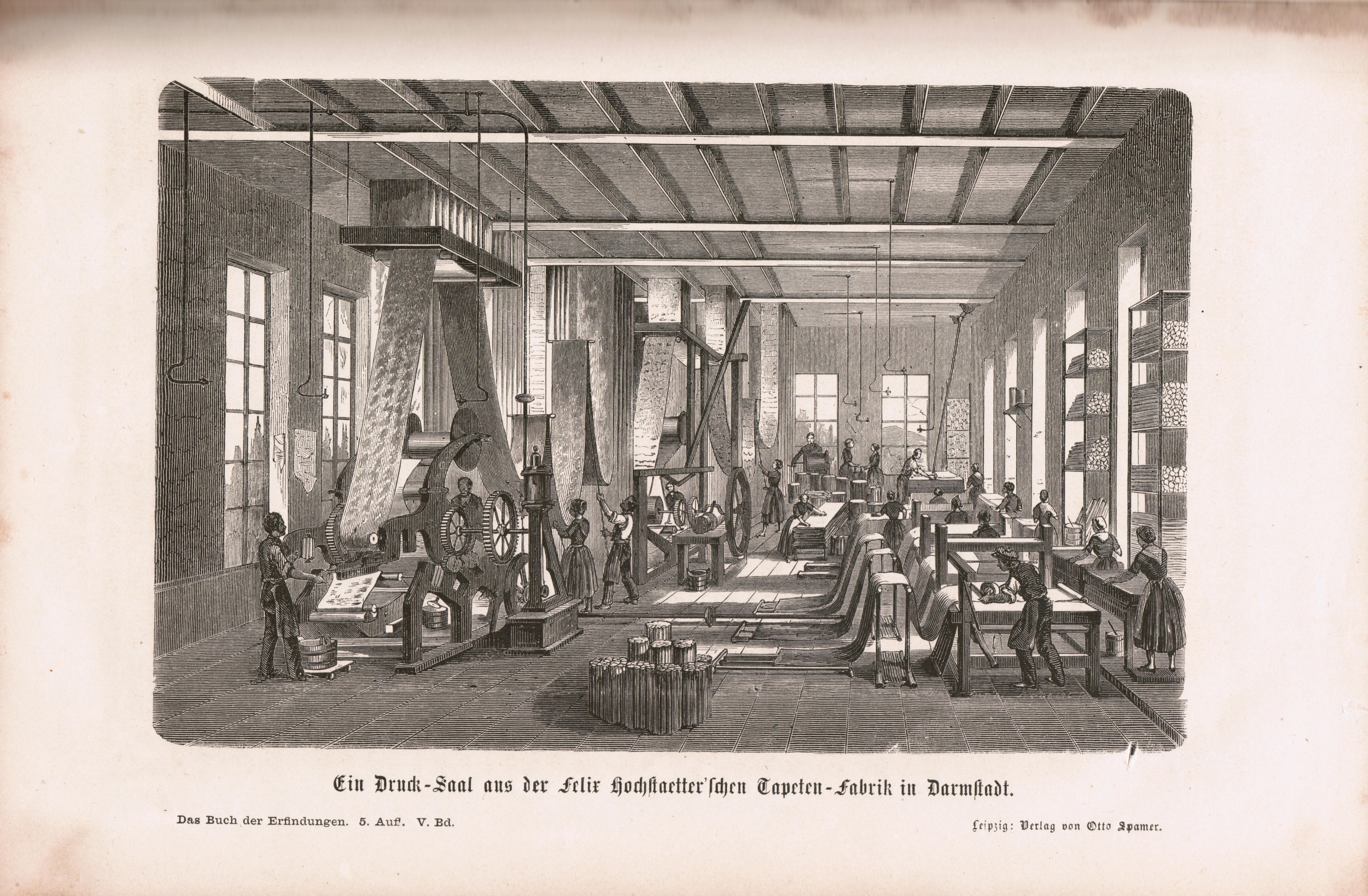
Tapetenherstellung 1867

Trotz dieser nun industriellen und damit preiswerten Herstellung blieben Tapeten bis in die Zeit nach dem Zweiten Weltkrieg in Deutschland ein eher luxuriöses Produkt. Weniger wohlhabende Schichten ließen ihre Wohnräume meist nach wie vor mit direkt auf die Wände aufgebrachten Anstrichen verschönern; durch Ornamente, die mit Hilfe von Schablonen oder Gummiwalzen aufgebracht wurden, versuchte man aber oft, das Aussehen von Tapeten zu imitieren. Erst nach dem Zweiten Weltkrieg, in der Zeit des Wirtschaftswunders, setzten sich Tapeten allgemein durch, vor allem weil nun auch abwaschbare und geprägte Oberflächen hergestellt werden konnten.

## Verbreitung

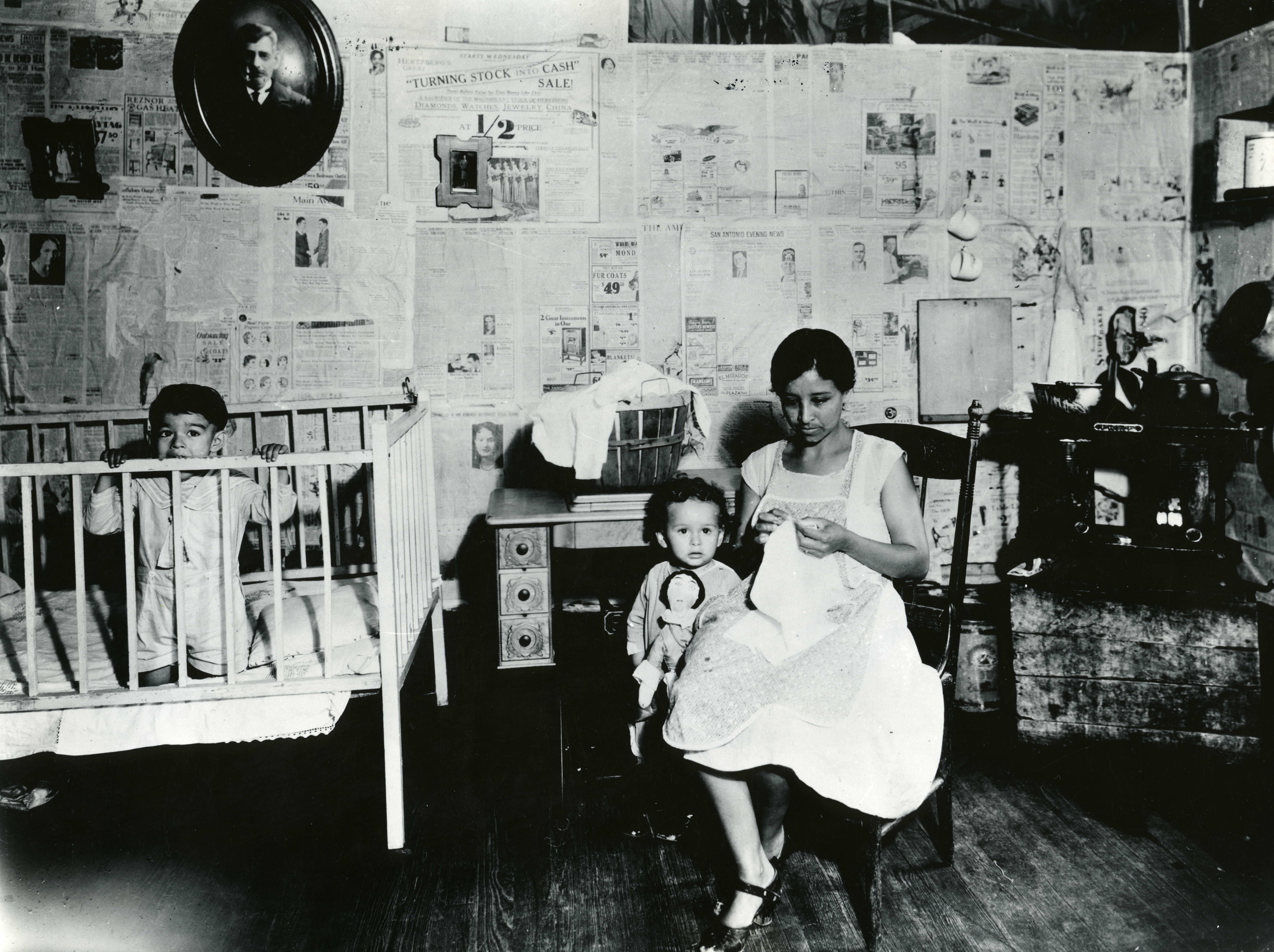
Zeitung als Tapetenersatz, USA 1932

„In Oesterreich beschränkt sich der Gebrauch der Tapeten auf wenige Restaurations-Localitäten, auf Repräsentationssalons und nur ein geringerer Theil der wohlhabenden Bevölkerung wählt die Papiertapete als Wandverzierung.
Daraus geht hervor, dass in ganz Oesterreich sich kaum 50 bis 60 Händler mit Tapeten kümmerlich ernähren, wogegen in Deutschland 6-700 glänzende Geschäfte machen, weil dort nicht nur der Aermste seine Hütte, sondern auch der Reiche seinen Palast mit Papiertapeten ziert.“

In vielen Industrienationen ist die Tapete in den Wohnungen weit verbreitet. Sie vermittelt einerseits ein Gefühl von Behaglichkeit und Wärme, andererseits einen Eindruck von der Persönlichkeit der Bewohner, da aufgrund der erhältlichen Vielfalt an Motiven jeder seine Wohnung nach „seinem Geschmack“ gestalten kann. Während in Deutschland in den 1970er Jahren bunte Tapeten überwogen, ging seit den 1980er Jahren allerdings der Trend weg von der Tapete hin zu weiß gestrichenen Wänden.
Anderswo hingegen, auch in reichen Ländern, sind Tapeten weitaus weniger verbreitet als in Mitteleuropa. In den Vereinigten Staaten zum Beispiel, wo der Wohnraum meist erheblich größer ist als in Deutschland, Häuser aus Holz gebaut werden und Innenwände eine ebenmäßige Oberfläche aus Gipskarton (dry wall) haben, werden die Wände meist nur weiß oder farbig angestrichen. Handelsübliche Tapeten sind stets vorgekleistert und werden aufgrund des vergleichsweise hohen Preises nur in kleinen Räumen bzw. in Räumen eingesetzt, die – wie zum Beispiel Esszimmer – eine besondere Repräsentationsfunktion haben. Auch die in Deutschland beliebte Raufasertapete ist in den USA nahezu unbekannt.

## Herstellung

### Historische Produktionsverfahren

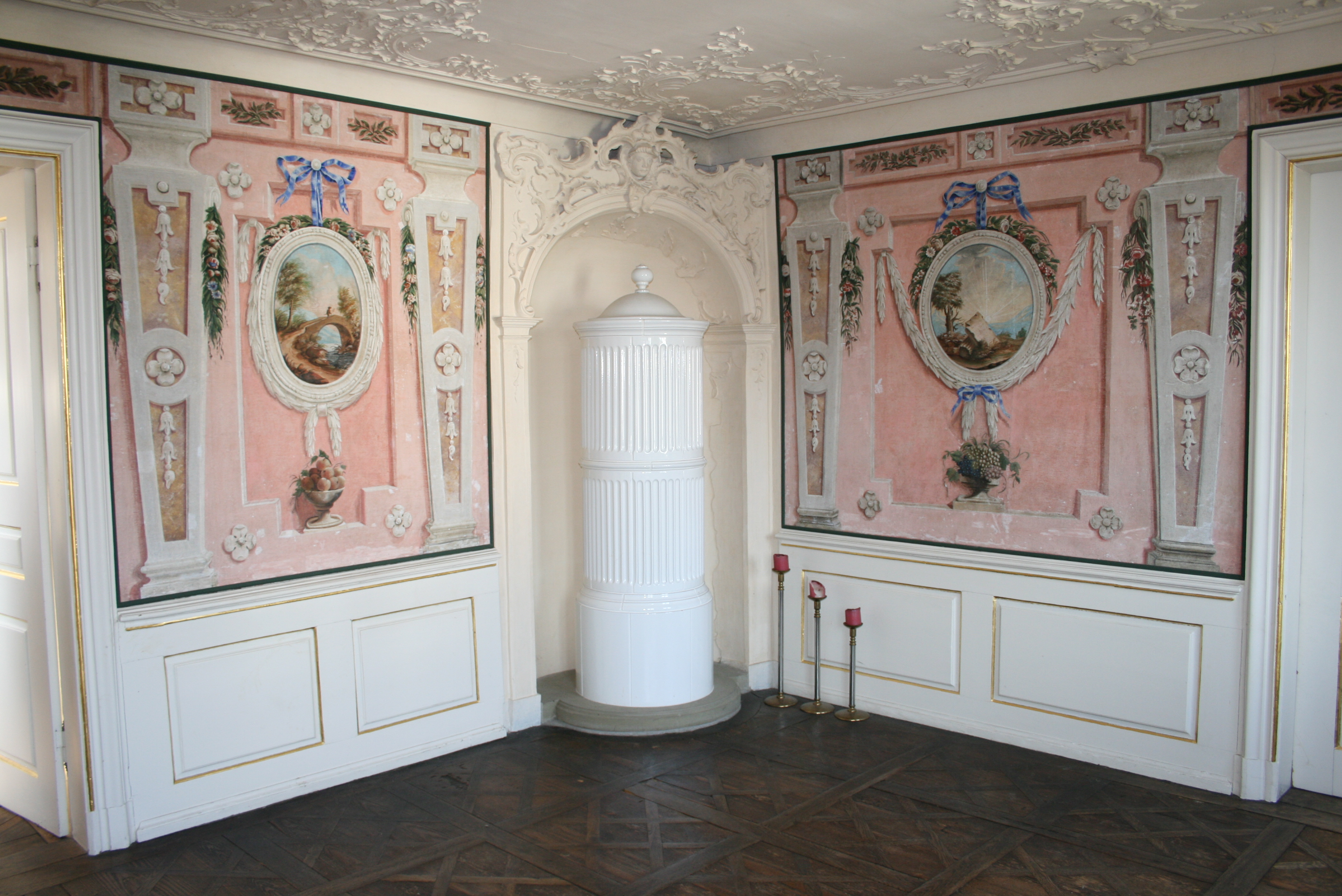
Salon mit Rocaille-Stuck, Tafelparkett und barocken Landschaftstapeten

Die erste Phase ist das Grundieren, das nur bei den Tapetensorten mit sehr geringer Qualität unterbleibt. Das Grundieren erfolgt durch das Überstreichen des Papiers mit einer gleichmäßigen Schicht aus Farbe. Das Grundieren mit einer Deckfarbe geschieht einfach durch Aufstreichen, das Grundieren mit einer Lasurfarbe benötigt zunächst ein Auftragen von Leim. Meist wird dies durch die Fonciermaschine ausgeführt. Das grundierte Papier wird getrocknet, geglättet und – wenn es sich um Glanztapeten handelt – satiniert, indem man alle kleinen Vertiefungen im Papier mit Talkpulver ausfüllt. Anschließend erfolgt das Bedrucken der Tapete mit verschiedenartigen Mustern und danach das Glätten.

### Neue Produktionsverfahren
Heute gibt es verschiedene Produktionsverfahren, die meist in Kombination angewendet werden. Diese sind Flexodruck, Tiefdruck, Siebdruck, Prägedruck sowie digitaler Druck, der vor allem für Fototapeten sowie Einzelanfertigungen angewendet wird.
Bei Tiefdruck- und Siebdruckverfahren wird zunächst ein Druckträger benötigt, auf den der Druck / die Beschichtung aufgebracht wird. Nachdem früher fast nur Papier verwendet wurde, hat sich der Anteil der Vliestapeten wegen der besseren Verarbeitungsmöglichkeit und der späteren Abziehbarkeit auf weit über 50 % erhöht. Da Vliestapeten deutlich stabiler sind als herkömmliche Tapeten, werden die Untergründe beim Abziehen oft stark beschädigt. Daher wird bei der Verarbeitung die Verwendung eines Kleisterzusatzes empfohlen, der die trockene Abziehbarkeit unterstützt.
Die Tiefdrucktapeten werden (überwiegend auf Papierträger) zunächst mit dem Muster bedruckt und danach mit Hilfe von Stahlwalzen geprägt, um eine dreidimensionale Struktur zu erhalten, die im Tiefdruckverfahren wegen der geringen Farbmenge anders nicht zu erreichen ist. Um diese Struktur haltbarer zu machen, wird bei den meisten Tiefdrucktapeten auf Papierträger noch eine zweite Papierbahn von hinten aufkaschiert und gleichzeitig geprägt. Stimmt das Muster der Prägung genau mit dem aufgedruckten Muster überein (z. B. eine Blüte), so spricht man von einer Rapport- oder Registerprägetapete.
Die Siebdrucktapeten werden heute überwiegend auf Vlies gedruckt. Als Druckfarben dienen dabei Druckplastisole auf PVC- oder auf wässriger Basis. Diese Plastisole werden noch in ihrem Druckverhalten verschieden eingestellt. So gibt es beispielsweise Plastisole, die ihr Volumen unter Hitzeeinwirkung erhöhen (aufschäumen) oder aber gleich halten. Dadurch ist es möglich, ohne mechanische Verformung durch den Einsatz unterschiedlicher Plastisoltypen dreidimensionale Effekte zu erhalten, die zudem sehr stabil sind. Neben diesen Effekten unterscheiden sich die Plastisole durch unterschiedlichen Glanz und haptische Unterschiede (z. B. weiche „Alcantara“-Oberflächen) etc.

### Symbole
Auf dem Einleger der Tapete sind Informationen wie die Artikel- und Anfertigungsnummer sowie Symbole zur Qualität und Verarbeitung der Tapete angegeben. Die Artikelnummer wird pro Hersteller nur einmal vergeben. Die Anfertigungsnummer (englisch Batch-No.) beschreibt die Charge, aus der die Tapete stammt. Die Tapetensymbole geben Auskunft über die Licht-, Wasser- und Waschbeständigkeit der Tapete, den Musteransatz, die Verarbeitung sowie das Entfernen der Tapete.
- Lichtbeständigkeit: Beschreibt die Reaktion der Tapete auf Lichteinfall; zum Beispiel bedeutet eine Sonnenhälfte, dass die Tapete ausreichend lichtbeständig ist, während zwei Sonnen auf eine ausgezeichnete Lichtbeständigkeit hinweisen:
  - Ausreichend lichtbeständig
  - Befriedigend lichtbeständig
  - Gut lichtbeständig
  - Sehr gut lichtbeständig
  - Ausgezeichnet lichtbeständig

- Wasser- und Waschbeständigkeit: Das Material bestimmt, ob die Tapete bei der Verarbeitung sehr vorsichtig abgewaschen werden darf oder ob zur Säuberung Scheuermittel einsetzt werden dürfen:
  - Wasserbeständig zum Zeitpunkt der Verarbeitung. Flecken durch Kleister können vorsichtig abgetupft werden.
  - Waschbeständig. Leichte Verschmutzungen können feucht abgewischt werden.
  - Hoch waschbeständig. Verschmutzungen, außer öl- und fetthaltige Flecken, können mit milder Seifenlauge entfernt werden.
  - Scheuerbeständig. Verschmutzungen können mit milder Seifenlaufe und einer weichen Bürste entfernt werden.
  - Hoch scheuerbeständig. Verschmutzungen können mit mildem Scheuermittel und einer Bürste entfernt werden.

- Musteransatz: Beschreibt, wie die Tapete an die Wand angebracht werden muss:
  - Ansatzfrei. Beim Kleben braucht kein Muster beachtet werden.
  - Gerader Ansatz. Gleiche Muster werden auf gleicher Höhe tapeziert.
  - Versetzter Ansatz. Das Muster der nächsten Tapetenbahn muss jeweils um die Hälfte bzw. um die Versatzangabe in cm versetzt tapeziert werden.
  - Gestürzt kleben. Jede zweite Bahn muss um 180 Grad gedreht auf dem Kopf geklebt werden.
  - In Pfeilrichtung tapezieren. Die Tapetenbahnen müssen so geklebt werden, dass der Pfeil auf der Rückseite der Tapete zur Decke zeigt.
- Klebstoff: Beschreibt die verschiedenen Arten von Tapetenkleistern und ihre Anwendung:
  - PVAc-verstärkt. Der Kleber ist mit PVAc (Polyvinylacetat) verstärkt und daher für schwerere Tapeten geeignet.
  - Textilkleber, geeignet für die maschinelle Verarbeitung. Der Kleber ist für schwerere oder textilkaschierte Tapeten geeignet und mit Tapeziermaschinen kompatibel.
  - Textilklebstoff mit < 20 % Trockensubstanzgehalt. Leichter Textilkleber, geeignet für empfindliche oder dünnere Textiltapeten.
  - Textilklebstoff mit einem Trockensubstanzgehalt von >20 %. Stärkerer Textilkleber, der für schwerereTextiltapeten entwickelt wurde.
  - Vliestapetenklebstoff. Speziell für Vliestapeten entwickelter Kleber.

- Verarbeitungshinweise: Geben die Verwendung des Kleisters an:
  - Der Kleister muss auf die Rückseite der Tapete aufgetragen werden.
  - Der Kleister muss auf die zu tapezierende Wand aufgetragen werden.
  - Vorgekleisterte Wandbekleidung. Die Tapetenrückseite ist mit einem Trockenkleister beschichtet, der durch etwas Wasser aktiviert wird.

- Tapetenentfernung: Beschreibt die Art der Entfernung der Tapete von der Wand:
  - Restlos abziehbar. Die Tapete lässt sich restlos trocken von der Wand abziehen.
  - Spaltbar. Die obere Schicht der Tapete lässt sich trocken abziehen, während die Unterschicht als Makulatur auf der Wand bleibt.
  - Nass zu entfernen. Die Tapete muss vor dem Entfernen eingeweicht und anschließend restlos entfernt werden.

## Ausbildung zum Tapezierer
- Deutschland: Ausbildung zum Maler und Tapezierer / zur Malerin und Lackiererin[8]
- Schweiz (Stand Mai 2018): Im Zusammenhang mit der Ausbildung zum Projektleiter Betriebsleitung und Malermeister werden weiterführende Module angeboten. Der frühere Titel „Tapezierer VST“ wird nicht mehr ausgebildet.[9]
- Tapezierermeister (z. B. beim Theater teilen zusätzlich die Arbeiten und den Dienst der Mitarbeitenden ein und sind verantwortlich für die Anfertigung, Lagerung und Pflege von Möbeln. Diese Aufgabe verlangt eine enge Zusammenarbeit mit den Abteilungen des Dekorationsbaus, der Regie und des Bühnenbildes. Anforderungen: Kenntnisse der Stilkunde und der Gebrauchsgegenstände der verschiedenen Jahrhunderte, Organisationstalent.) Grundbildung mit eidg. Fähigkeitszeugnis (EFZ). Grundbildung als Innendekorateur oder Dekorationsgestalter. Weiterentwicklung: Bei fachlicher Voraussetzung Aufstieg zum Tapezierermeister.
- Österreich: 3-jährige Ausbildung zum Tapezierer und Dekorateur. Umfasst Wand-, Decken- und Bodenbeläge, Sonnen- und Sichtschutz, Raumgestaltung, sowie Vorhänge/Gardinen und Fensterdekorationen. Bundesinnung der Tapezierer und Dekorateure[10]

## Arten und Muster

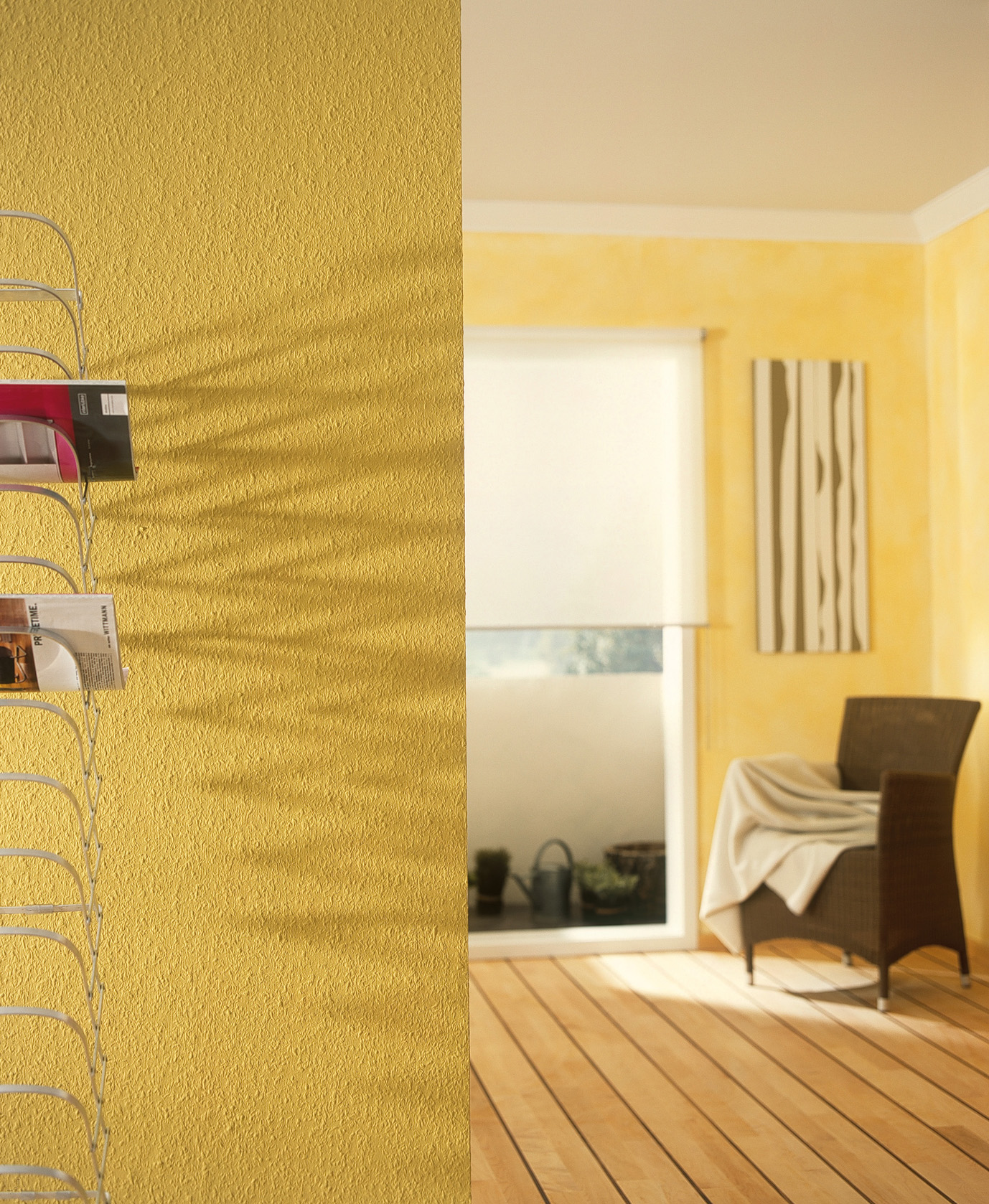
Struktur einer Raufasertapete

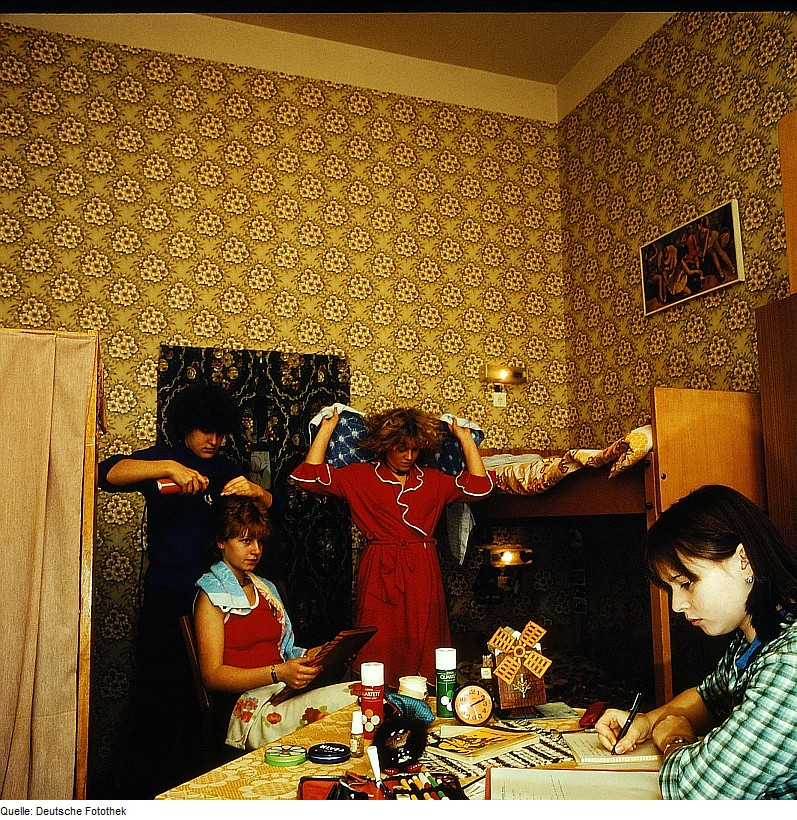
Mustertapete in einem Wohnheim in Oelsa (Rabenau), 1982

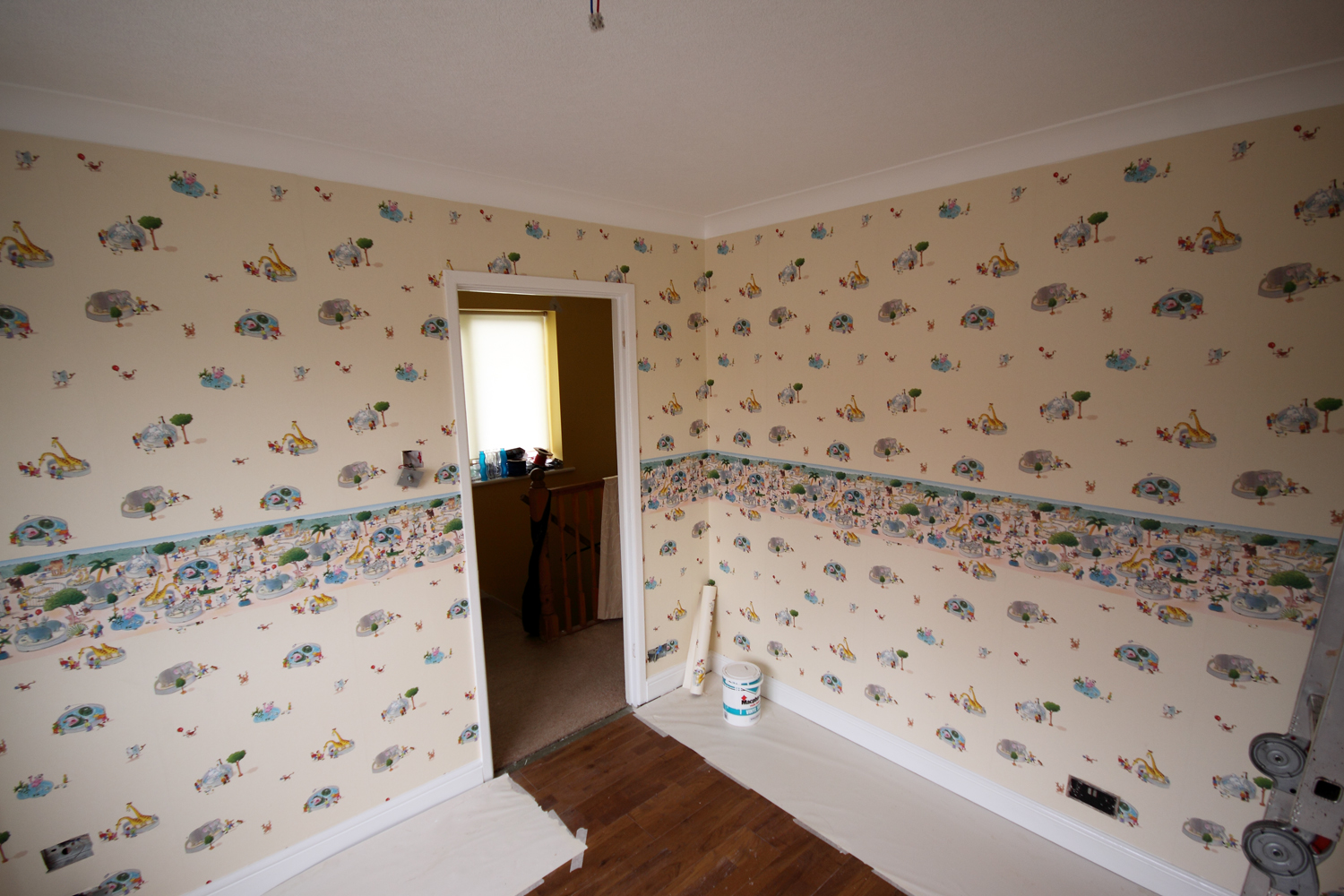
Beispiel für die Verwendung einer Tapetenbordüre

- Borte oder Tapetenbordüre: Schmaler Tapetenstreifen, der mit sich wiederholenden Motiven, Mustern oder Ornamenten bedruckt ist und meist in horizontaler Ausrichtung rund um den gesamten Raum geklebt wird, um die Wände vertikal zu gliedern oder um einen Akzent zu setzen.
- Flüssigtapete: Synonym für Baumwollputz, fälschlich auch als flüssige Raufaser bezeichnet. Bestandteile sind Baumwoll- sowie weitere Textil- und Pflanzenfasern, teils mit Effektmaterialien gemischt. Als Bindemittel dienen Zellulose und Naturharze.
- Fototapete: Auf der Basis unterschiedlicher Materialien. Das Motiv bildet meist ein Foto, mitunter auch eine digital erstellte Grafik, die häufig Landschaften und Ähnliches darstellt.
- Glasgewebetapete: Extrem strapazierfähige, überstreichbare Strukturtapete aus Glasfaser (meist verwendet in Krankenhäusern, Kindergärten, Schulen oder anderen, stark belasteten Räumen).
- Grastapete oder korrekter China-Grastapete: Eine Tapete, bei der auf einem Papierträger ein Grasgewebe appliziert wird. Gras wird zu diesem Zweck getrocknet, zu langen Fäden verknotet und dann als Schussfaden verwebt. Derartige Tapeten waren in den späten 1970er bis in die 1980er Jahre sehr modern. wurden in den 80er und 90er Jahren oft überstrichen und sind als solche überstrichene Tapeten ab und an noch zu finden. Zu erkennen sind sie an den Knoten der Grasfäden. Auch heute ist diese Tapetenart noch im Fachhandel bestellbar, bedarf aber etwas Geduld und eines erfahrenen Tapezierers.
- Isoliertapete: Bestehend aus zwei Papierschichten und einer bis 10 mm starken Schicht aus verschiedenen Materialien, z. B. Schaumpolystyrol, Latexschaum, Aluminiumfolie, sowie Kombinationen mit und ohne Trägermaterial. Dient der Wärmedämmung und Schimmelbekämpfung und unterstützt Schalldämmung. Im eigentlichen Sinn keine Tapete, sondern eine Innendämmung.
- Kunststofftapete: Meist aus aufgeschäumten Vinyl bestehende, überstreichbare Strukturtapete.
- Lacktapete: Ähnlich wie die Metalleffekttapete wird eine Tapetenbahn mit einer dünnen Alufolie verklebt und diese mit Lacken veredelt. Durch verschiedene Verfahren werden Verlaufs- oder Perleffekte erzielt.
- Ledertapete: Aus einem oder mehreren miteinander vernähten oder verklebten Lederstücken hergestellte Tapetenbahn.
- Linkrusta: Ein linoleumähnliches Material, das als Wandverkleidung verwendet wurde.
- Makulatur: Untertapete aus Papier, das verwendet wird, um einen gleichmäßig saugenden, farbeinheitlichen und relativ ebenen Untergrund herzustellen. Verbessert die Haftung von Spezialtapeten wie z. B. Textil-, Mineral- oder Metalltapeten. Traditionell aus Papier, heute auch aus „Renoviervlies“ in verschiedenen Stärken/ Gewichten.
- Metalleffekttapete: Mit einer dünnen Metallfolie beklebte Tapetenbahn, welche dann chemisch oder durch Oxidation zum Verfärben gebracht wird. Außergewöhnliche Effekte, aber sehr aufwendig. In 53, 75 oder 90 cm Breite und 7,5–10,05 m Länge. Sie erfordert viel Erfahrung im Tapezieren, da keinerlei Kleister auf die Oberfläche gelangen darf. Bedarf sehr guter Untergrund-Vorbereitung. Untergrund darf auf keinen Fall alkalisch sein, da es sonst zu einer Beschädigung der Tapete kommt.[11]
- Mustertapete: Hauptsächlich aus Zellulosebestandteilen mit dem aktuellen Zeitgeist entsprechendem Aufdruck. Üblicherweise ist diese auch als Eurotapete oder Europatapete bekannte Tapete 53 Zentimeter breit und 10,05 m lang, das Muster wiederholt sich sowohl in der Länge als auch in der Breite unterschiedlich oft.[12] In der Fachsprache bezeichnet man diese als „Tapeten mit Ansatz“, da bei der folgenden Bahn darauf geachtet werden muss, dass das Muster nahtlos anschließt. Es gibt jedoch auch Tapeten, die ansatzfrei zu verarbeiten sind. Dabei kann jede Bahn beliebig an der vorherigen Bahn angesetzt werden, da kein Bahnen überlappendes Muster zu beachten ist.
- Prägetapete oder Strukturtapete: Mehrere Papierlagen werden durch Prägen mit einer Prägewalze zusammengefügt. Musterung wie Mustertapete, aber auch zum direkten Überstreichen mit Wandfarben und Lasuren.
- Raufaser: Der am weitesten verbreitete überstreichbare Wandbelag besteht aus überwiegend Altpapier sowie Zellstoff und Holzspänen. Sein Erfinder war der Wuppertaler Unternehmer Hugo Erfurt. Inzwischen auch als Vlies-Raufaser erhältlich, einfach in Wandklebetechnik anzubringen und leichter wieder entfernbar.
- Seidentapete: Mit Seidenstoff oder Seidenfäden beklebte Tapetenbahn in 53, 75 oder 90 cm Breite und 7,5–10,05 m Länge. Sie erfordert viel Erfahrung im Tapezieren, da keinerlei Kleister auf die Oberfläche gelangen darf. Bedarf sehr guter Untergrund-Vorbereitung.
- Selbstklebende Tapeten: Selbstklebende Tapeten besitzen eine rückseitige Klebeschicht, die durch das Abziehen einer Schutzfolie aktiviert wird. Sie lassen sich ohne zusätzlichen Kleister direkt auf die Wand aufbringen. Aufgrund der einfachen Handhabung eignen sie sich besonders für temporäre Gestaltungen oder den Einsatz in Mietwohnungen.
- Tapete mit Besatz: Tapeten können wie jedes Textil oder Papier mit dekorativen Effekten besetzt werden, etwa Glitter, Pailletten, feine (Glas-)Perlen oder kleine Figuren aus Kunststoff. In den Philippinen werden Muschelschalenmatten aus der Capiz-Muschel gefertigt, die wie Tapeten verklebt werden können.[13]
- Textiltapete: Mit Stoffgewebe oder Textilfasern beklebte Tapetenbahn in 53, 75 oder 90 cm Breite und 7,5–10,05 m Länge. Meist ist das Papier der Trägerbahn noch zu sehen.
- Untertapete: siehe Makulatur
- Vliestapete: Wandbelag mit einem Trägermaterial aus einer besonders hochwertigen, atmungsaktiven Zellstoff-Textilfaser-Kombination, die besonders strapazierfähig, leicht zu verarbeiten und schwer entflammbar ist. Das Material sorgt ggf. dafür, dass kleine Risse im Untergrund oder Putzfugen überbrückt werden. Bei den Oberflächen kann zwischen ganz glatten bis hin zu groben Prägemustern und bedruckten Fertigvliestapeten gewählt werden. Das Trägermaterial ist dimensionsstabil, es benötigt deshalb bei der Verarbeitung keine Weichzeiten.

## Aufbringen, Tapezieren

### Klassische Verfahren
Tapeten werden meist in Form von Tapetenrollen hergestellt. Diese werden je nach Wandlänge auf Tapetenbahnenlänge geschnitten. Die Tapetenfläche einer Rolle berechnet sich aus deren Breite und Länge.
Um die Tapeten dauerhaft an den Wänden anzubringen, benutzt man für zellulosehaltige Tapeten in der Regel Tapetenkleister auf der Basis von Methylzellulose, der in Pulverform mit Wasser angerührt wird. Für Glasfaser, Schaumpolystyrol und andere Spezialtapeten wird empfohlen, einen Spezialkleber auf der Basis von Polyvinylacetat (PVA)/Dispersionskleber zu benutzen.
Ein in drei Teilen zusammenfaltbarer Tapetentisch mit einer Oberfläche aus rohem Sperrholz, insgesamt 3 m lang und in verschiedenen Breiten (60 cm, 75 cm oder 100 cm) bildet die Arbeitsfläche, auf der die Tapete mit dem Rücken nach oben aufgelegt, abgelängt und mit einer Bürste oder Kleistermaschine mit Kleister bestrichen wird. Dispersionskleber werden meist direkt auf die Wand gerollt oder gebürstet. Das Gleiche gilt auch für Spezialtapeten. Hier empfiehlt es sich, den Angaben der Tapetenhersteller zu folgen.
Durch C-förmiges, die Kleisterflächen zusammenklatschendes Zusammenfalten der Tapetenbahn auf 1/3 und 2/3 Länge lässt sie sich auch eine Stehleiter hinauf sauber tragen. Nach Öffnen der längeren Faltung wird der Anfang der Bahn oben in der Raumkante und zur vorhergehenden Bahn auf Stoß oder wenig, ca. 1 mm, überlappend (gilt nur für Papiertapeten oder laut Herstellerangaben) an der zuvor verlegten Bahn angesetzt.
Mit den flachen Händen wird zuerst ein oberster kleiner Teil der Bahn angedrückt und durch Verschieben auf Stoß oder Rapport platziert, die untere Faltung geöffnet und die Bahn nach unten mit einer Tapezierbürste oder Gummiwalze bestreichend angedrückt.

### Wandklebeverfahren
Da Vliesfasertapeten bei Befeuchtung wie Trocknung dimensionsstabil bleiben, werden hier keine Weichzeiten benötigt. Deshalb kann man bei ihrer Verarbeitung den Kleister direkt mit der Walze oder einem Quast auf die Wand auftragen und die Vliesfasertapete sofort an der oberen Raumkante beginnend ins Kleisterbett einlegen, mit Bürste oder Walze nach unten fortlaufend andrücken und an der unteren Raumkante bzw. an der Stoßleiste abschneiden.

### Selbstklebende Tapeten
Unter dem Begriff „selbstklebende Tapete“ werden verschiedene Produkte zusammengefasst, die ohne zusätzlichen Kleister direkt auf Wände aufgebracht werden können. Tatsächlich handelt es sich dabei häufig um Tapeten mit haftender Rückseite oder Folien, deren Klebewirkung jedoch stark vom Untergrund und den Umgebungsbedingungen abhängt. Viele dieser Produkte haften nur eingeschränkt und lassen sich oft nicht vollständig rückstandsfrei entfernen.

## Museen
- Das Deutsche Tapetenmuseum befindet sich in Kassel.
- In Frankreich gibt es in Rixheim das Musée du Papier Peint (Tapetenmuseum), das die Produkte der traditionsreichen Firma Zuber et Cie zeigt.
- In der Schweiz befindet sich in Mézières das Musée du Papier Peint im Château de Mézières. Es ist ein Wohnmuseum.